# Jack Szostak
Jack William Szostak (Londres, 9 de noviembre de 1952) es un biólogo molecular inglés, nacionalizado estadounidense. 
Famoso por sus trabajos sobre la telomerasa, una enzima que forma los telómeros durante la duplicación del ADN. Recibió junto con Elizabeth Blackburn y Carol Greider en 2009 el Premio Nobel de Medicina.
Szostak es miembro de la Academia Nacional de Ciencias de Estados Unidos, Academia Estadounidense de las Artes y las Ciencias y Academia de Ciencias de Nueva York.
El científico es investigador del Hospital General de Massachusetts y figura en el mapa científico mucho antes de su Nobel. Londinense de nacimiento, pero educado en Canadá y Estados Unidos, a los 19 años comenzó su doctorado en la prestigiosa Universidad de Cornell. El profesor Jack ayudó a crear un mapeo de ubicación de genes en mamíferos, diseñó técnicas innovadoras de manipulación genética y formó a decenas de investigadores que se destacan en las principales universidades del mundo.
Actualmente está investigando la posibilidad de crear vida artificial o sintética y de entender los mecanismos que hicieron posible el salto de la química a la biología.

## Premios
- Premio de la Academia Nacional de Ciencias de Estados Unidos en Biología Molecular (1994).
- Premio Hans Sigrists, Universidad de Berna, Suiza (1997).
- Medalla de la Sociedad Genética de América.
- Premio Albert Lasker por Investigación Médica Básica (2006) junto con Elizabeth Blackburn y Carol Greider.
- Premio Dr. AH Heineken de Medicina (2008).
- Premio Nobel de Medicina (2009), junto con Elizabeth Blackburn y Carol Greider.[3]